# Crazylegs
Crazylegs è un film del 1953 diretto da Francis D. Lyon.